# Нюйберг, Кристина
Кристина Нюйберг (швед. Christina Nyberg; род. 8 февраля 1962) — шведская шахматистка.

## Биография
В 1980-х годах Кристина Нюйберг был одной из ведущих шведских шахматисток. В 1987 году она заняла второе место в зональном турнире первенства мира по шахматам среди женщин за Ниной Хойберг и получила право участвовать в межзональном турнире. В том же году в Смедеревске-Паланке участвовала в межзональном турнире по шахматам, в котором заняла 16-е место.
Представляла сборную Швеции на шахматных олимпиадах, в которых участвовала четыре раза (1980—1982, 1990, 1998).
В 1987 году в Слупске в составе сборной Швеции заняла третье место в командном розыгрыше кубка Северных стран.